# Sarre, Valle d'Aosta
Sarre este o comună din regiunea Valle d'Aosta, Italia, cu o populație de 4.821 locuitori (1 ianuarie 2023) și o suprafață de 28,28 km².

## Demografie
Sarre - evoluția demografică

|  | Graficele sunt indisponibile din cauza unor probleme tehnice. Mai multe informații se găsesc la Phabricator și la wiki-ul MediaWiki. |

Date: Recensăminte sau birourile de statistică - grafică realizată de Wikipedia